# Tarsonops irataylori
Tarsonops irataylori – gatunek pająka z rodziny Caponiidae.
Gatunek ten został opisany w 2013 roku przez J.E. Bonda i S.J. Taylora na podstawie pojedynczego samca odłowionego w jaskini w dystrykcie Toledo, w pobliżu miejscowości Pueblo Creek Cave
Holotypowy samiec ma karapaks długości 1,56 mm i szerokości 1,4 mm o lekko wyniesionej części głowowej. Okaz przechowywany w alkoholu ma barwę jasnopomarańczowawoczerwoną z jasnoszarawobrązowym wierzchem opistosomy. Wysokość nadustka jest półtora raza większa od średnicy oczu. Od innych przedstawicieli rodzaju wyróżnia się cechami przednich odnóży: silnie zredukowanym przezroczystym rozszerzeniem błony między nadstopiem a stopą oraz brakiem przezroczystego kila na spodniej powierzchni nadstopia. Nogogłaszczki o prostokątnych endytach z zaokrąglonym brzegiem przednim, gęstych szczecinkach na przednio-bocznej powierzchni goleni, prawie kulistym bulbusie i krótkim, spiczasto zakończonym embolusie.
Pająk endemiczny dla Belize.